# ميخائيل أندرياس باركلي دي تولي
ميخائيل أندرياس باركلي دي تولي (بالروسية: Барклай де Толли, Михаил Богданович) هو قائد عسكري روسي ولد في 27 ديسمبر من عام 1761 وتوفي في 24 مايو من عام 1818. ظهر بشكل بارز في الحروب النابليونية.